# Кабичівська сільська рада
| Кабичівська сільська рада — колишній орган місцевого самоврядування у Марківському районі Луганської області з адміністративним центром у с. Кабичівка. Водоймища на території, підпорядкованій даній раді: річка Лізна. Сільській раді були підпорядковані населені пункти: - с. Кабичівка - с. Веселе - с. Липове |

## Склад ради
Рада складалася з 16 депутатів та голови.

### Керівний склад ради
| ПІБ                      | Основні відомості                                                 | Дата обрання | Дата звільнення |
| ------------------------ | ----------------------------------------------------------------- | ------------ | --------------- |
| Бондар Михайло Пилипович | Сільський голова, 1961 року народження, освіта, безпартійний      | 26.03.2006   | 31.10.2010      |
| Бондар Михайло Пилипович | Сільський голова, 1961 року народження, освіта вища, безпартійний | 31.10.2010   |                 |

Примітка: таблиця складена за даними джерела